# Oric 1
Oric ORIC 1 (ORIC 1) је кућни рачунар, производ фирме Орик (Oric) који је почео да се израђује у Уједињеном Краљевству током 1983. године.
Користио је 6502A као централни микропроцесор а РАМ меморија рачунара ORIC 1 је имала капацитет од 16 KB или 48 KB. 

## Детаљни подаци
Детаљнији подаци о рачунару ORIC 1 су дати у табели испод.
|                       | |
| [ 1 ]                 | |
| Произвођач            | Орик |
| Тип                   | кућни рачунар |
| Меморија              | 16 или 48 |
| Поријекло             | Уједињено Краљевство                                                                                               |
| Година                | 1983 |
| Тастатура             | Chicklet тастатура, 57 тастера. ESC, DEL ,CTRL, 2 x SHIFT, RETURN, 4 тастера смјера и један велики spacebar тастер |
| Процесор              | |
| Фреквенција процесора | 1 |
| RAM                   | 16 или 48 |
| ROM                   | 16 |
| Текст                 | 40 x 28 |
| Графика               | 240 x 200 (висока резолуција)                                                                                      |
| Боја                  | 8 |
| Звук                  | Programmable Sound Generator AY-3-8912 (од фирме General Instruments)                                              |
| Димензије             | 28 (ширина) x 17,8 (дубина) x 1,5 (висина) / 848 g                                                                 |
| Портови               | |
| Оперативни систем     | [[]] |